# جبريل دوفي
جبريل دوفي (بالإنجليزية: Gabriel Duffy)‏ هو فيلسوف ومؤلف أيرلندي، ولد في 1942، وتوفي في 2008.